# Saguinus pileatus
Saguinus pileatus — вид широконосих приматів родини ігрункові (Callitrichidae). Вид є ендеміком Бразилії, де зустрічається лише у штаті Амазонас . Тіло чорного забарвлення, обличчя, горло та руки білі, верх голови червоного відтінку. Тамарин живиться фруктами, комахами, деревним соком. Живуть сімейними групами по 5-15 особин. Селиться високо серед крон дерев. Самиця народжує двійню двічі на рік.